# Danilo Rea

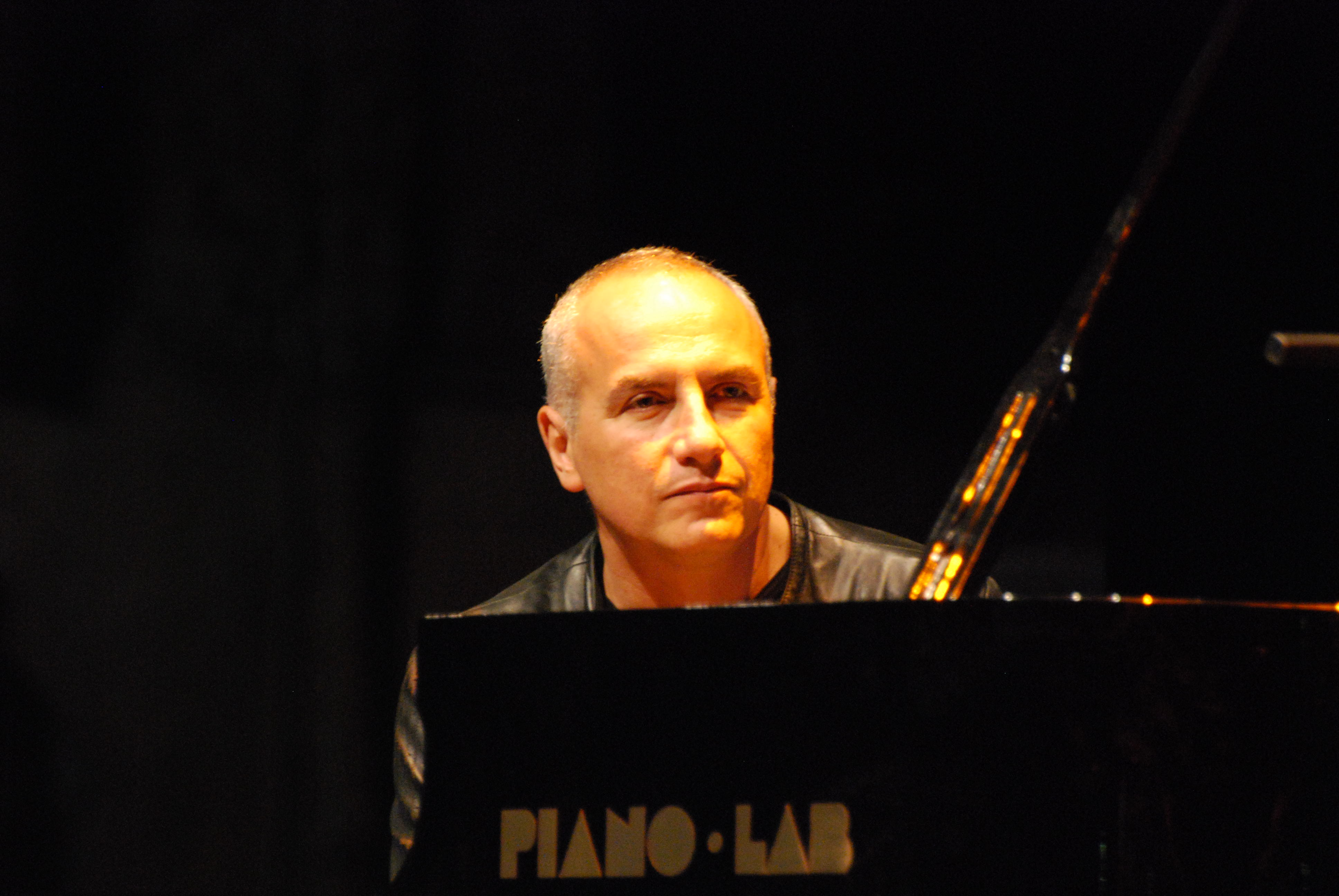
Danilo Rea

Danilo Rea (* 9. August 1957 in Vicenza) ist ein italienischer Pianist des Jazz und der Popmusik.

## Leben und Wirken
Rea lebte seit seiner Kindheit in Rom, wo er auch am Konservatorium Santa Cecilia Klavier studierte. Sein Debüt als Jazzpianist hatte er 1975 im „Trio di Roma“ von Roberto Gatto. Er spielte auch in weiteren Gruppen von Gatto, so in den 1980er Jahren in der erfolgreichen Band „Lingomania“ und war auf dessen Alben „Notes“ von 1986 und (im Duo) „Improvvisi“ von 1989. Auch noch 2007 tritt er im Trio mit Gatto auf. Im selben Jahr 1989 beteiligte er sich an der Aufführung des „Requiem per Pier Paolo Pasolini“ von Roberto De Simone im Theater von San Carlo in Neapel. Als Jazzmusiker spielte er auch mit Musikern wie Chet Baker, Lee Konitz, Phil Woods, Kenny Wheeler, John Scofield und Joe Lovano. In den 1990ern spielte er in der Gruppe „Doctor 3“, deren Album „The Tales of Doctor 3“ 1998 als bestes italienisches Jazzalbum ausgezeichnet wurde, und auch das Folgealbum der Band „The songs remain the same“ wurde 1999 ausgezeichnet.
Danilo Rea spielt nicht nur Jazz, sondern ist auch in der Popmusik aktiv und begleitete Sänger und Sängerinnen wie Mina, Claudio Baglioni, Pino Daniele, Ron und Fiorella Mannoia.
2007 beteiligte er sich (u. a. mit Furio Di Castri und Gianluca Petrella) an der Aufführung von „Uomini in frac“ der Pop-Jazz Gruppe „Avion Travel“. In seiner Solo-CD „Lirico“ (Egea Records 2007) interpretiert er Opernmelodien etwa von Giacomo Puccini. 2001 entstand im Duo mit Flavio Boltro das Album Opera (ACT, 2011). Sein in Schloß Elmau entstandenes Soloalbum „A Tribute to Fabrizio De André“, das sich mit Liedern des Cantautore Fabrizio De André beschäftigt, erklärte das italienische Fachmagazin Musica Jazz zum „Klavieralbum des Jahres 2010“. Zuletzt entstanden zwei Alben im Trio mit dem Bassisten Massimo Moriconi und dem Schlagzeuger Alfredo Golino. Auch begleitete er Luca Aquino auf einigen Titeln seines Albums Italian Songbook (2021).
2004 erhielt er den Django d’Or (Italien) als „Etablierter Musiker“.